# Republicanismo en Marruecos
El republicanismo en Marruecos es una ideología política que tiene como objetivo el establecimiento de un régimen republicano en Marruecos.

## El republicanismo en la historia de Marruecos

La bandera de la República del Rif en Marruecos (1921-1926).

A lo largo de la historia del país magrebí, e incluso en la actualidad, ha habido diferentes intentos organizados de establecer un sistema de gobierno republicano.
En el siglo XVII, una comunidad de refugiados moriscos, procedentes de Hornachos (actual Badajoz), formaron en las ciudades de Salé y Rabat la República del Bu Regreg (1627-1668), que sirvió como base de la piratería.
A principios del siglo XX, insurgentes en la región norteña del Rif, liderados por Abd el-Krim, fundaron la República del Rif (1921-1926) en contra del dominio colonial español y francés.

## En la segunda mitad delsigloXX
Durante la segunda mitad del siglo XX, se produjeron dos intentos de golpe de Estado cuya finalidad era derrocar a la monarquía e instaurar, hipotéticamente, un régimen republicano.
En 1971, cadetes del ejército dirigidos por el general Madbuh y el coronel Ababu atacaron el palacio de verano de Sjirat, donde se encontraba el rey Hassan II celebrando una recepción oficial. Se proclamó una república en Radio Rabat, pero el golpe fue sofocado por el general Mohammed Ufqir. Sin embargo, un año después, el mismo Ufqir dio su propio golpe. Cazas de la Fuerza Aérea intentaron en repetidas ocasiones derribar el avión del rey, fracasando finalmente el golpe.

## En la actualidad
Tanto dentro como fuera del país, muchos activistas antimonárquicos critican abiertamente la institución del rey o abogan por la creación de una república y por la supresión o derrocamiento de la monarquía marroquí.
En 2012, tras las protestas en Marruecos vinculadas a la Primavera Árabe, varios activistas, todos residentes fuera del país, fundaron el Movimiento de los Republicanos Marroquíes (MRM). Sin embargo, los sitios y páginas del movimiento en las redes sociales quedaron inactivos a partir de 2014, antes de recuperar la actividad a partir de 2018, alcanzando los 193 000 de usuarios en 2020. Otros grupos y páginas marroquíes de tendencias republicanas, con una audiencia mucho menor, también tienen una presencia esporádica en las redes sociales.
Las autoridades marroquíes siguen siendo hostiles a cualquier persona o movimiento que abogue por el republicanismo o cuestione la legitimidad de la monarquía. En 2019 y principios de 2020, varias personas fueron detenidas y duramente castigadas por haber criticado a la monarquía, a la persona del rey o a su entorno en redes sociales.
Actualmente, el republicanismo en Marruecos está representado principalmente por Ila al-Amam («hacia adelante»), un movimiento político de inspiración marxista-leninista, así como por Al-Adl Wa Al-Ihssane («justicia y caridad»), un movimiento islamista.